# Marcus Svensson
Erik Marcus Svensson (ur. 22 marca 1990 w Härslövie) – szwedzki strzelec sportowy, srebrny medalista olimpijski z Rio de Janeiro.
Specjalizuje się w skeecie. Na igrzyskach zadebiutował w 2012 roku w Londynie, zajmując 7. miejsce. Dwa lata później w Rio de Janeiro zdobył srebrny medal, przegrywając w finale z Włochem Gabrielem Rossettim.

## Igrzyska olimpijskie
| Igrzyska | Miejscowość    | Konkurencja | Kwalifikacje | Kwalifikacje | Półfinał | Półfinał | Finał | Finał   |
| Igrzyska | Miejscowość    | Konkurencja | Wynik        | Pozycja      | Wynik    | Pozycja  | Wynik | Pozycja |
| -------- | -------------- | ----------- | ------------ | ------------ | -------- | -------- | ----- | ------- |
| IO 2012  | Londyn         | Skeet       | 119          | 7.           | NQ       | NQ       | NQ    | NQ      |
| IO 2016  | Rio de Janeiro | Skeet       | 123          | 2. Q         | 16       | 1. Q     | 15    | srebro  |